# Llista de documentals sobre l'1-O

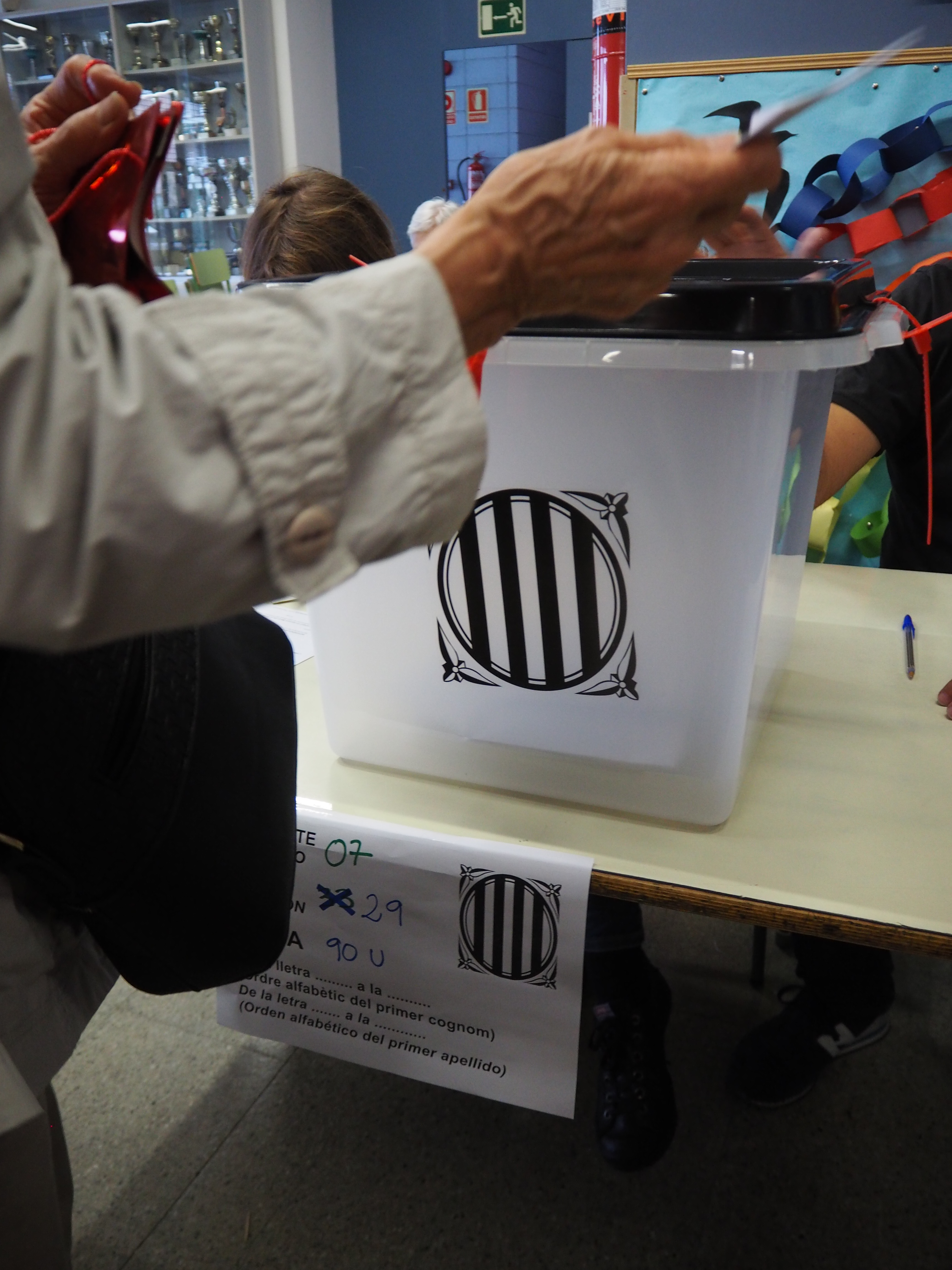
Una persona vota al referèndum d'autodeterminació de Catalunya en un col·legi electoral del Guinardó

La llista de documentals sobre l'1-O aplega les pel·lícules i sèries documentals que s'han realitzat al voltant dels esdeveniments relacionats amb el referèndum sobre la independència de Catalunya celebrat l'1 d'octubre de 2017.

## Documentals
| Any  | Títol                                               | Direcció                                    | Producció                       | Ref.          |
| ---- | --------------------------------------------------- | ------------------------------------------- | ------------------------------- | ------------- |
| 2016 | Operació Catalunya                                  | Genís Cormand i Joan Albert Lluc            | TV3                             | [ 1 ]         |
| 2017 | Els dies clau                                       | Genís Cormand                               | TV3                             | [ 2 ]         |
| 2017 | El primer dia d'octubre                             | Bart Grugeon                                | Directa i Agència UO            | [ 3 ]         |
| 2018 | Catalogne: l'Espagne au bord de la crise de nerfs   | Sylvain Louvet, Gary Grabli i Julie Peyrard | Arte                            | [ 4 ] [ 5 ]   |
| 2018 | Crisis in Catalonia                                 | Niall O'Gallagher                           | BBC                             | [ 6 ]         |
| 2018 | Histeria de Cataluña                                | Kikol Grau et al.                           | Filmin                          | [ 7 ]         |
| 2018 | Dos Catalunyes                                      | Álvaro Longoria i Gerardo Olivares          | Netflix                         | [ 8 ]         |
| 2018 | Hackers 1-O                                         | Mariona Bassa i Víctor Díaz                 | TV3                             | [ 9 ]         |
| 2018 | 20-S                                                | Jaume Roures                                | Mediapro                        | [ 10 ]        |
| 2018 | El xoc                                              | Enric Vilageliu                             | Gent i Terra                    | [ 11 ]        |
| 2018 | 1-O                                                 | Lluís Arcarazo                              | Mediapro                        | [ 12 ]        |
| 2018 | La gent de l'escala                                 | Francesc Escribano i Jordi Fusté            | Minoria Absoluta                | [ 13 ]        |
| 2018 | Marcats per l'1 d'octubre                           | Genís Cormand i Sara Segarra                | TV3                             | [ 14 ]        |
| 2018 | No van passar                                       | 7accents                                    | Ajuntament d'Alcarràs i CDR     | [ 15 ] [ 16 ] |
| 2019 | La Mentida                                          | David Raventós                              | Directe68                       | [ 17 ]        |
| 2019 | Dormir amb les sabates posades                      | Dan Ortínez                                 | Aixina                          | [ 17 ]        |
| 2019 | Vam votar. El referèndum de l'1 d'octubre a Cervera | Albert Morales                              | Museu Comarcal de Cervera       | [ 18 ]        |
| 2019 | Avec un sourire, la révolution!                     | Alexandre Chartrand                         | Benjamin Hogue                  | [ 19 ]        |
| 2019 | 1-O, cas obert                                      | Carles Torras                               | TVC, DLO/Magnolia i El Nacional | [ 20 ]        |
| 2020 | 1-O: més que mil paraules                           | Pep Antoni Roig                             | El Nacional                     | [ 21 ]        |
| 2020 | De matinada                                         | Dan Ortínez                                 | Alerta Solidària                | [ 22 ]        |
| 2021 | El judici                                           | Lluís Arcarazo                              | Jaume Roures                    | [ 23 ]        |
| 2022 | La piràmide invisible. Les urnes de l'1-O           | Tian Riba                                   | Mediapro i El Terrat            | [ 24 ]        |
| 2022 | L'1 d'octubre a Lloret                              |                                             | ERC                             | [ 25 ] [ 26 ] |